# Bolszyje Sawruszy
Bolszyje Sawruszy (ros. Большие Савруши) – wieś (sieło) w Rosji, w Tatarstanie, w rejonie tiulaczyńskim. W 2010 liczyła 102 mieszkańców.